# Psammophyte

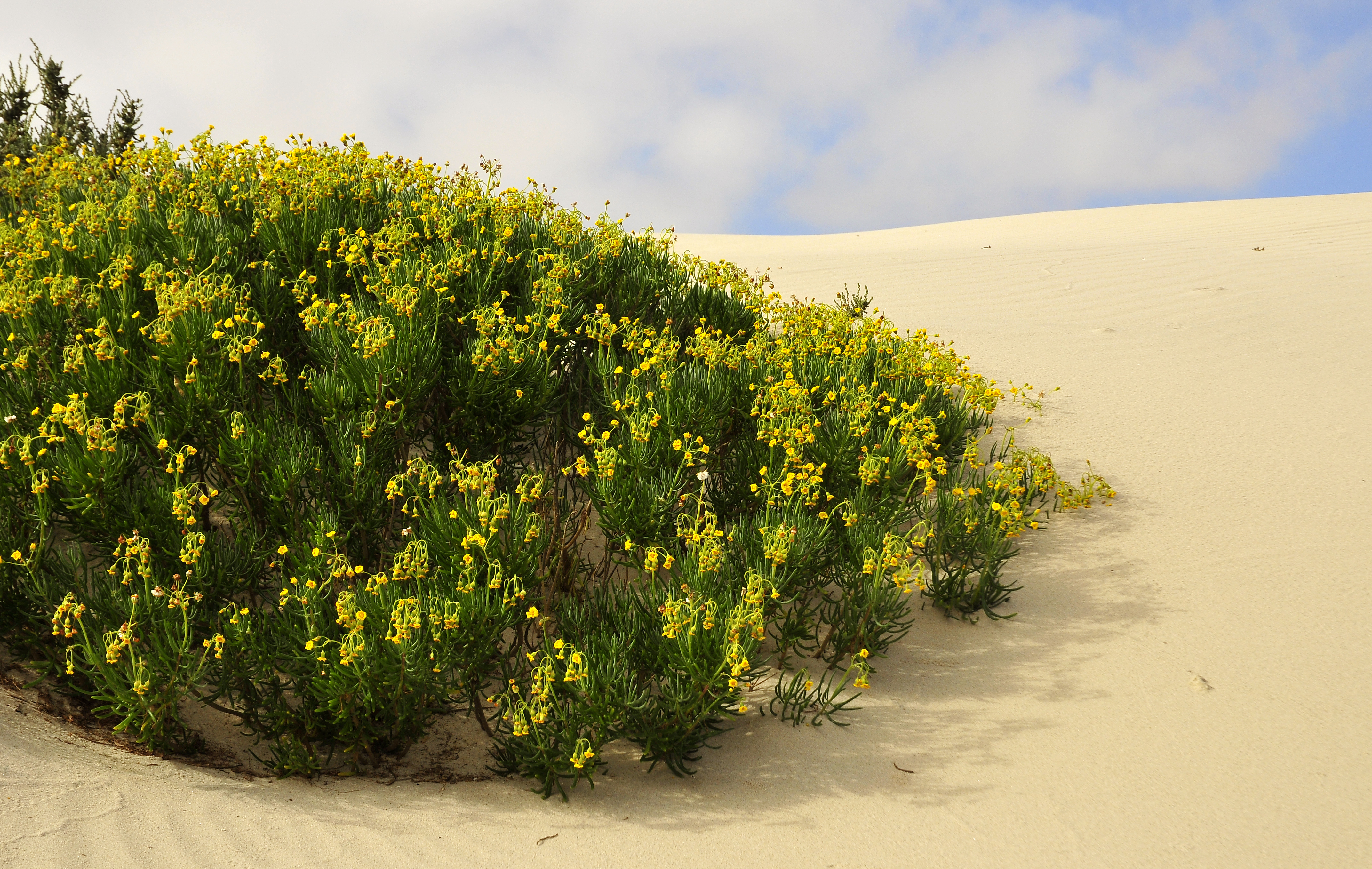
Plante dunaire sur une plage de Port Nolloth, au nord du Cap, Afrique du Sud. Ce spécimen est possiblement un Senecio aloides.

Un psammophyte est une plante psammophile (adaptée aux milieux sableux). Les milieux sableux sont sensibles à l'érosion aérienne. Les dunes, par exemple, se déplacent,il est par conséquent difficile pour un végétal de s'y établir. De plus, l'alimentation des plantes y est problématique, notamment en eau, car le sable ne contient que très peu d'eau lorsqu'il n'est pas approvisionné par précipitations ou irrigation.
Généralement, les psammophytes possèdent des caractéristiques traduisant une adaptation au xérophytisme : port prostré, cuticule épaisse, pilosité importante pour résister aux effets mécaniques (rupture des parties aériennes, perforation de l’épiderme due au mitraillage par le sable lorsque le vent dépasse 16 km/h).

## Exemples de psammophytes
- Carex arenaria, la Laîche des sables, qui, grâce à son rhizome, peut coloniser les dunes et suivre leur parcours.
- Ammophila arenaria, l'Oyat.
- Omphalodes littoralis, la Cynoglosse des dunes.
- Pancratium maritimum, le Lis maritime.